# 제44회 일본 중의원 의원 총선거
제44회 일본 중의원의원 총선거는 2005년 9월 11일에 실시된 일본 중의원의원의 선거이다.

## 선거 정보

### 해산일
- 2005년 8월 8일

#### 해산명
- 우정해산

### 공시일
- 2005년 8월 30일

### 투표일
- 2005년 9월 11일

### 개선수
- 480명

소선거구 300명, 비례대표선거구 180명.

### 선거제도
- 소선거구 비례대표 병립제

## 주요 쟁점

### 정책
- 우정민영화 논란

### 기타 사항
같은 날에 함께 시행된 선거
- 전국 규모
  - 제20회 최고재판소재판관 국민심사
- 현지사 선거
  - 이바라기 현
- 시장 선거
  - 야마가타현 무라야마시
  - 후쿠시마현 이와키시
  - 교토부 조요시
  - 에히메현 우와지마시

## 선거 공시까지

### 우정민영화 법안
고이즈미 준이치로 총리가 정치생명을 걸고 추진한 우정민영화 법안은 중의원 본회의에서 찬성 233표, 반대 228표로 단 다섯표 차이로 가결되었다(결석기권 14명, 병결 2명). 하지만 2005년 8월 8일의 참의원 본회의에서는 찬성 108표, 반대 125표로 부결되었다(결석기권 8명). 그러자 고이즈미 총리는 당일 일본국 헌법 7조에 의거해 중의원을 해산하였다.

### 중의원의 해산
고이즈미 총리는 해산을 통해 자유민주당이 약진할 것이라고 예상했지만, 당에서는 분열과 내분으로 인해 크게 패할 것이라고 예상하는 의견이 다수였으며, 각의에서는 해산조서에 서명을 거부하는 각료까지 나타났다. 해산을 정하는 임시각의는 2시간이나 중단되었다가, 서명을 거부했던 아소 다로 총무대신과 무라카미 세이이치로 행정 담당대신이 총리의 설득으로 서명했지만, 시마무라 요시노부 농림수산대신은 최후까지 서명을 거부했다. 결국 고이즈미 총리는 시마무라 대신을 파면하고 스스로 농림수산대신직을 겸임하는 형식으로 서명을 완료하고, 중의원을 해산했다. 또한 이 각의에서는 참의원 본회의에서 우정민영화 법안에 반대표를 던진 가시무라 다케아키 방위정무관의 파면도 결정되었다.
고이즈미 총리는 같은 날 밤에 열린 기자회견에서 “금번의 해산은 우정해산입니다. (우정민영화에) 찬성하는지 반대하는지, 분명하게 국민들께 묻고 싶습니다”라고 말한 뒤, 우정민영화를 지동설을 주장한 갈릴레오 갈릴레이의 우화에 등장하는 ‘그래도 지구는 돈다’는 명언을 이용해 민영화의 정당성을 주장하고, 자민당과 공명당의 양당이 과반수를 확보하지 못하면 퇴진한다고 공언했다. 해산에 반대해 각의에서 해임된 시마무라 전 대신은 벼락치기해산, 깜짝해산 등을 사용해 평가했으며, 자민당의 패배를 예상한 당내 세력은 자폭해산등으로 평가했다. 그러나 고이즈미 총리가 주장한 우정해산이 용어로 정착하게 되었다.

### 신당의 출범
이러한 가운데 우정민영화 법안에 반대표를 던진 뒤, 자민당의 공천을 받지 못한 일부 중의원의원들은 무소속으로 출마하거나 독자적으로 신당을 출범하면서 출마에 나섰다. 와타누키 다미스케 전 중의원 의장, 가메이 시즈카 전 정조회장 등은 국민신당을 결성했고, 고바야시 고키, 아라이 히로유키 등은 신당일본을 출범시켰다. 또한 부활을 목표로 스즈키 무네오 전 홋카이도·오키나와 개발청 장관도 홋카이도에서 신당 다이치를 결성했다.
국민신당은 도호쿠 지방·호쿠신에쓰 지방·주고쿠 지방·규슈 지방 등에서 강세를 보였고, 신당일본은 도쿄·기타칸토·미나미칸토·긴키 지방·도카이 지방 등에서, 신당다이치는 홋카이도에서 강세를 보여 시코쿠 지방 외에는 자민당계 반 우정민영화의 표가 집중되는 환경이 마련되었다. 자민당은 이러한 탈당세력에 대해, 당선을 목표로 하는 것이 아닌 탈당세력의 낙선을 목표로 하는 입후보자, 이른바 ‘자객’을 다수 공천하기도 했다.

## 공시 이후
자민당은 정책 부분에서 고이즈미 총리가 추진한 우정민영화를 전면에 내세웠다. 민주당은 그 외에도 연금 등의 화제를 내세워, 자민당의 난장판에는 휩쓸리지 않는 전략을 취하기로 했지만, 결국 우편저금축소정책을 발표했다. 또 민주당은 사실상의 차기 총리후보의 토론으로 자민당의 고이즈미 총리와 민주당의 오카다 가쓰야 대표간의 토론을 제안했지만, 자민당은 다른 당과의 형평을 생각한다는 이유를 들어 모든 당 대표간의 토론이 열리게 되었다. 이 시점에서 입후보를 결정했지만, 법적 정당에 해당하지 않는 정당·정치단체로는 신당 다이치와 세계경제공동체당이 있었다.
일본공산당은 1996년 총선거 이후 모든 소선거구에 후보를 공천하거나 추천했지만, 이번은 급작스런 해산으로 인해 준비가 부족해 총 300개 선거구 중 25개 선거구에서 후보를 세우지 못했다.

## 선거 결과

### 투표율
- 소선거구 67.51% (전회 대비 7.65% 증가)
- 비례대표 67.46% (전회 대비 7.65% 증가)

부재자 투표는 8,962,955명으로, 전체 유권자의 8.67%였다. 이는 국정선거 가운데 가장 높은 기록으로, 일본 국민의 관심을 보여준다고 할 수 있다.

### 정당별 획득 의석
개표 결과 자민당이 296석, 공명당이 31석으로 여당이 327석을 획득하는 압도적인 결과가 나타났다. 야당은 민주당이 113석으로, 선거전의 177석에서 무려 64석이나 감소해 오카다 가쓰야 대표가 책임을 지고 사퇴했다. 일본공산당과 사회민주당은 같은 의석을 유지했지만, 국민신당과 신당일본은 참패했다. 우정 민영화로 인해 탈당 후 무소속으로 출마한 경우를 제외하면, 순수 무소속 의원은 단 2명이었다.
| 정당              | 정당              | 지역구      | 지역구 | 지역구 | 지역구 | 지역구 | 비례대표    | 비례대표 | 비례대표 | 비례대표 | 비례대표 | 합계 | 합계 |
| 정당              | 정당              | 득표수      | %      | ±      | 의석수 | ±      | 득표수      | %        | ±        | 의석수   | ±        | 의석 | ±    |
| ----------------- | ----------------- | ----------- | ------ | ------ | ------ | ------ | ----------- | -------- | -------- | -------- | -------- | ---- | ---- |
|                   | 자유민주당        | 32,518,389  | 47.77  | +2.59  | 219    | +47    | 25,887,798  | 38.18    | +6.65    | 77       | +8       | 296  | +59  |
|                   | 공명당            | 981,105     | 1.44   | –0.05  | 8      | –1     | 8,987,620   | 13.25    | –1.53    | 23       | –2       | 34   | –3   |
| 여당              | 여당              | 33,499,494  | 49.21  | +2.54  | 227    | +46    | 34,875,418  | 51.43    | +1.70    | 100      | +6       | 327  | +52  |
|                   | 민주당            | 24,804,786  | 36.44  | –0.22  | 52     | –53    | 21,036,425  | 31.02    | –6.37    | 61       | –11      | 113  | –64  |
|                   | 일본 공산당       | 4,937,375   | 7.25   | –0.88  | 0      | ±0     | 4,919,187   | 7.25     | –0.51    | 9        | ±0       | 9    | ±0   |
|                   | 사회민주당        | 996,007     | 1.46   | –1.41  | 1      | ±0     | 3,719,522   | 5.49     | +0.37    | 6        | +1       | 7    | +1   |
|                   | 국민신당          | 432,679     | 0.64   | +0.64  | 2      | +2     | 1,183,073   | 1.74     | +1.74    | 2        | +2       | 4    | +4   |
|                   | 기타              | 155,427     | 0.22   | –1.10  | 0      | –2     | 2,077,444   | 3.06     | +3.06    | 2        | +2       | 2    | ±0   |
|                   | 무소속            | 3,240,521   | 4.76   | +0.18  | 18     | +7     |             |          |          |          |          | 18   | +7   |
| 유효              | 유효              | 68,066,292  | 97.90  |        |        |        | 67,811,069  | 97.53    |          |          |          |      |      |
| 기권/무효         | 기권/무효         | 1,458,340   | 2.10   |        |        |        | 1,717,357   | 2.47     |          |          |          |      |      |
| 합계              | 합계              | 69,524,632  | 100    | 0      | 300    | 0      | 69,528,426  | 100      | 0        | 180      | 0        | 480  | 0    |
|                   |                   |             |        |        |        |        |             |          |          |          |          |      |      |
| 등록유권자/투표율 | 등록유권자/투표율 | 102,985,213 | 67.51  |        |        |        | 103,067,966 | 67.52    |          |          |          |      |      |

### 정당
| - 자유민주당 - 296석 | 총재 고이즈미 준이치로 | 간사장 다케베 쓰토무 | 총무회장 규마 후미오 |

| - 공명당 - 31석 | 총재 간자키 다케노리 | 간사장 후유시바 데쓰조 |

| - 민주당 - 113석 | 대표 오카다 가쓰야 | 간사장 가와바타 다쓰오 |

| - 일본공산당 - 9석 | 의장 후와 데쓰조 | 위원장 시이 가즈오 | 서기국장 이치다 다다요시 |

| - 사회민주당 - 7석 | 당수 후쿠시마 미즈호 | 간사장 마타이치 세이지 |

| - 국민신당 - 4석 | 대표 와타누키 다미스케 | 간사장 가메이 히사오키 |

| - 신당일본 - 1석 | 당수 다나카 야스오 | 간사장 아라이 히로유키 |

| - 신당 다이치 - 1석 | 대표 스즈키 무네오 |

### 무소속
- 우정민영화 법안에 반대한 前 자유민주당 의원 - 13명
- 민주당 추천 - 2명
- 기타 - 3명

## 기타
- 여성 당선자가 43명으로, 1946년의 기록 39명을 59년 만에 갱신했다.
- 자민당의 초선의원들은 도이 다카코의 ‘도이 칠드런’을 본따, ‘고이즈미 칠드런’이라고 불렸다.
- 호리에 다카후미 라이브 도어 사장(당시)이 히로시마 6구에서 출마했다. 실질적으로는 자민당의 지원을 받았지만, 우정민영화에 반대해 국민신당을 결성한 가메이 시즈카에게 패했다.
- 한 시대를 이끌었던 사회민주당의 도이 다카코가 이 선거에서 낙선했다.

### 각 당의 캐치프레이즈
- 자유민주당 : 개혁을 멈추지 마라
- 민주당 : 일본을, 포기하지 않는다
- 공명당 : 일본을 앞에. 개혁을 앞에.
- 일본공산당 : 확실한 야당이 필요합니다.
- 사회민주당 : 국민을 무시하는 개혁은 없다.
- 국민신당 : 권력의 폭주를 막아라.
- 신당일본 : 믿을 수 있는 일본으로

## 선거 이후

### 국회
제163회 특별회
회기 : 2005년 9월 27일 ~ 12월 16일
- 중의원의장 선거

고노 요헤이 478표, 무효 1표
- 중의원부의장 선거

요코미치 다카히로 479표
- 수반 지명 선거

고이즈미 준이치로(자유민주당) 340표, 마에하라 세이지(민주당) 114표, 시이 가즈오(일본공산당) 9표, 후쿠시마 미즈호(사회민주당) 7표, 와타누키 다미스케(국민신당) 6표, 도쿠다 다케시(자유연합) 1표, 무효 2표

## 같이 보기
- 일본 국회
- 중의원
- 일본 중의원의원 총선거
- 일본 총무성